# Judith Roberts
Judith Roberts, all'anagrafe Judith Anna Lebrecque (New York, 30 novembre 1934) è un'attrice statunitense, attiva in campo teatrale, televisivo e cinematografico.

## Biografia
Molto attiva in campo teatrale, Judith Roberts ha recitato in musical e opere di prosa a Broadway e nel resto degli Stati Uniti. Negli anni ottanta ha ricoperto ruoli di rilievo come Jenny ne L'opera da tre soldi (1981), Medea nella tragedia di Euripide (1984), Blanche DuBois in Un tram che si chiama Desiderio (1986), Regina ne Le piccole volpi (1987) e Nettie nel musical Carousel al Kennedy Center, un ruolo che le diede modo di interpretare la celebre "You'll Never Walk Alone".
Nel 1996 fece il suo esordio a Broadway nella commedia di Noel Coward Il divo Garry. Negli anni novanta e duemila ha ampliato il suo repertorio teatrale moderno, apparendo, tra altro, in ruoli da protagonista in Tre donne alte (1994), Master Class (1997) e The Clean House (2004). Nel 2007 ha interpretato la duchessa di York nel Riccardo III di Shakespeare alla Classic Stage Company dell'Off Broadway, mentre nel 2014 ha recitato nel musical A Little Night Music a Brooklyn.
La Roberts ha fatto il suo esordio cinematografico nel 1977 nel film Eraserhead - La mente che cancella, mentre negli anni seguenti ha recitato in diverse serie televisive, tra cui Law & Order. Sul piccolo schermo è nota soprattutto per il ruolo di Taslitz nella seconda stagione di Orange Is the New Black, per cui ha vinto lo Screen Actors Guild Award per il miglior cast in una serie commedia.
Judith Roberts è stata sposata con Pernell Roberts dal 1962 al 1971.

## Filmografia parziale

### Cinema
- Minnie and Moskowitz, regia di John Cassavetes (1974)
- Eraserhead - La mente che cancella (Eraserhead), regia di David Lynch (1977)
- Stardust Memories, regia di Woody Allen (1980)
- Mac, regia di John Turturro (1992)
- La notte della verità (Mother's Boys), regia di Yves Simoneau (1993)
- Fast Food, Fast Women, regia di Amos Kollek (2000)
- Dead Silence, regia di James Wan (2007)
- Death Sentence, regia di James Wan (2007)
- Il diario di una tata (The Nanny's Diaries), regia di Shari Springer Berman e Robert Pulcini (2007)
- Soffocare (Choke), regia di Clark Gregg (2008)
- Lake Mungo (2008)
- A Beautiful Day - You Were Never Really Here (You Were Never Really Here), regia di Lynne Ramsay (2017)

### Televisione
- Mai dire sì - serie TV, 1 episodio (1983)
- Law & Order - I due volti della giustizia - serie TV, 1 episodio (1991)
- Law & Order: Criminal Intent - serie TV, 1 episodio (2003)
- New Amsterdam - serie TV, 1 episodio (2008)
- The Heart, She Holler - serie TV, 18 episodi (2011-2014)
- Orange Is the New Black - serie TV, 10 episodi (2014-2019)
- 2 Broke Girls - serie TV, 1 episodio (2016)
- The Mick - serie TV, 1 episodio (2017)
- Great News - serie TV, 1 episodio (2017)
- Compagni di università - serie TV, 1 episodio (2019)
- NOS4A2 - serie TV, 2 episodi (2019)

## Doppiatrici italiane
- Caterina Rochira in Law & Order: Criminal Intent
- Rita Baldini in Dead Silence
- Graziella Polesinanti in A Beautiful Day - You Were Never Really Here